# Proetida
Proetida (лат.) — отряд трилобитов, живших во времена верхнего кембрийского — пермского периодов (498,5—251,9 млн лет назад). Были последним жившим на земле отрядом трилобитов, вымершим позже остальных.
Типично небольшие трилобиты, выделенные из отряда Ptychopariida палеонтологами Р. А. Форти и Р. М. Оуэнсом в 1975 году, в котором являлись подотрядом Proetina. Последние представители класса трилобитов относятся именно к этому отряду (подсемейство Phillipsiinae).
Цефалон несет лицевые швы заднещёчного типа; большую глабель, расширяющуюся, либо сужающуюся кпереди, на которой находятся ярко выраженные 4 пары глабельных борозд с увеличением размера последующей пары; глаза часто большие, выпуклые, реже маленькие, а иногда вовсе отсутствуют. Ростральная пластина узкая и имеет обратное сужение; длинная большая гипостома, что может говорить об плавающим образе жизни. Довольно часто имеют крупные щёчные шипы, доходящие до пигидия. В большинстве случаев цефалон снабжён задним сегментом — затылочным кольцом, несущим, обычно затылочный бугорок.
Торакс состоит из 4—22 (в среднем) сегментов. Пигидий типично небольших размеров, и обычно несёт 4—23 пар плевральных борозд. Есть формы, у которых присутствует шип на пигидии — тельсон.

## Классификация
В отряд включают семейства:
- Proetidae
- Phillipsiidae
- Brachymetopidae
- Aulacopleuridae